# Wyre (infrastructuurbedrijf)
Wyre is een Belgische beheerder en eigenaar van een glasvezelnetwerk., vooral actief in Vlaanderen.

## Geschiedenis
In 2023 brachten Telenet en Fluvius hun HFC- en fiber-netwerken onder in een 50/50 joint-venture, genaamd Wyre.
In juli 2024 werd een princieel akkoord bereikt tussen de verschillende glasvezelbedrijven in Vlaanderen:
- In gemiddeld bevolkte gebieden (samen ongeveer 2 miljoen woningen) zouden Wyre en Fiberklaar complementaire Fiber-To-The-Home-netwerken aanleggen (waarvan 60 procent door Wyre), met wederzijdse toegang tot deze infrastructuur voor Proximus en Telenet.
- In de dunst bevolkte gebieden (ongeveer 700.000 woningen), zou Proximus diensten aanbieden via het Hybrid Fiber Coax-netwerk van Wyre.